# Afroholopogon xeros
Afroholopogon xeros är en tvåvingeart som beskrevs av Jason Gilbert Hayden Londt 2005. Afroholopogon xeros ingår i släktet Afroholopogon och familjen rovflugor.
Artens utbredningsområde är Namibia. Inga underarter finns listade i Catalogue of Life.